# Dohrniphora sinuosa
Dohrniphora sinuosa är en tvåvingeart som beskrevs av Borgmeier 1960. Dohrniphora sinuosa ingår i släktet Dohrniphora och familjen puckelflugor.
Artens utbredningsområde är Panama. Inga underarter finns listade i Catalogue of Life.